# Alexandru C. Golescu

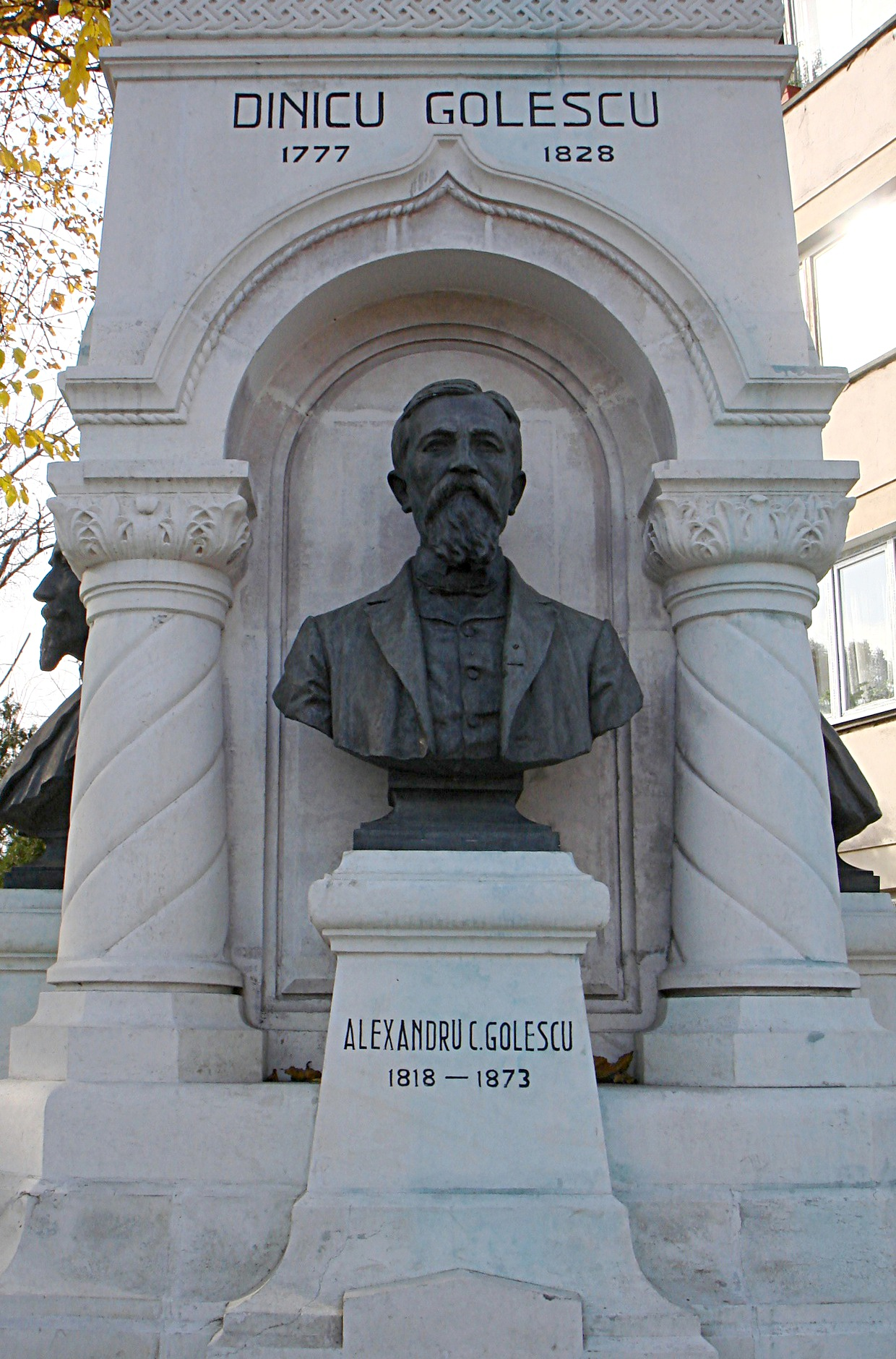
Bustul lui Alexandru C. Golescu ca parte din Monumentul lui Dinicu Golescu din București

Alexandru Constantin Golescu, cunoscut mai ales ca Alexandru C. Golescu (n. 1818, Golești, județul Muscel – d. 29 octombrie 1873, Golești), supranumit „Albu”, pentru a fi deosebit de vărul său Alexandru G. Golescu (politician si prim-ministru), zis „Arăpilă” sau „Negru”. a fost inginer, proprietar funciar, militant politic din secolul al XIX-lea.
Alexandru Constantin Golescu a fost fiul cel mic al lui Dinicu Golescu și al soției sale, Zoița Farfara, unul dintre Frații Golești.

## Biografie

### Anii timpurii, educație
După ce a terminat Școala Slobodă Obștească de la Golești (1826), a studiat în Germania, la München (1828), în Elveția, la Geneva (1834) și din 1835 în Franța, la Paris cursuri libere la Collège de France unde, după cinci ani de studii, în 1839 Alexandru C. Golescu a primit diplomă de inginer. A urmat, ca auditor, cursuri de istorie la Universitatea Sorbona din Paris (1836, 1866). S-a numărat printre membrii fondatori ai Societății Studenților Români de la Paris (1845).

### Participant la Revoluția Română din 1848
Împreună cu frații săi, Ștefan, Nicolae, Radu, a luat parte la Revoluția Română din 1848, ca membru în Comitetul de Inițiativă (mai 1848), la București, apoi emisar în Transilvania, Sibiu și Munții Apuseni (1848-1849). După înăbușirea revoluției a trăit o vreme în exil în Turcia (1849-1855) și Franța (1855-1857) locuind la Paris, Geneva, Brussa, Constantinopol, până în 1856, când el și fratele său Radu au revenit în țară. Deși a fost animat de idealurile pașoptiștilor, Alexandru nu a avut un rol prea mare în revoluția de la 1848 și nici nu a deținut funcții politice.
Fiind inginer de profesie, în 1868 a captat izvorul „Căciulata 1” din stațiunea Căciulata.